# Bothriomyrmex turcomenicus
Bothriomyrmex turcomenicus é uma espécie de inseto do gênero Bothriomyrmex, pertencente à família Formicidae.